# Julien Pouchois

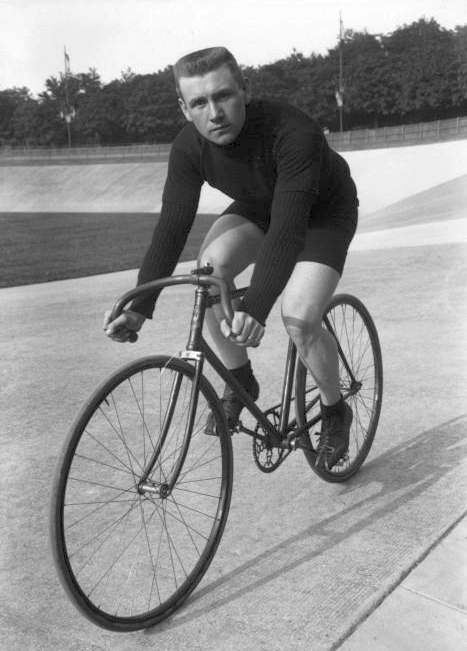
Julien Pouchois (1913)

Julien Pouchois (* 1888 in Lyon; † 1955) war ein französischer Bahnradsportler.
Pouchois begann 1906 mit dem Radsport, zunächst relativ erfolglos. Er arbeitete als Lithograf und bestritt Radrennen aus sportlichem Vergnügen. 1908 gewann Julien Pouchois den Grand Prix de Paris völlig überraschend, nachdem er zum Start erst durch den Rennfahrerkollegen Lagarde überredet werden musste.  Dabei profitierte er von der Absage einiger Fahrer wie Émile Friol, Gabriel Poulain und Major Taylor, die nicht antraten, weile ihre Forderung nach einer Aufstockung der Preisgelder von den Veranstaltern abgelehnt wurde.
Bei den UCI-Bahn-Weltmeisterschaften 1911 in Rom wurde Julien Pouchois Dritter im Sprint der Profis. 1912 und 1913 belegte er beim Grand Prix de Paris jeweils Platz zwei. Ebenfalls 1912 und 1913 gewann er die beiden anderen wichtigsten französischen Sprintturniere, den Grand Prix de l’UVF und den Grand Prix d’Angers. 1920 wurde er französischer Vize-Meister im Sprint. Zusammen mit Thorwald Ellegaard bildete er ein erfolgreiches Tandempaar. Pouchois startete selten im Ausland und konnte dort auch keine nennenswertenweiteren Erfolge erzielen.